# Tipus salvatge

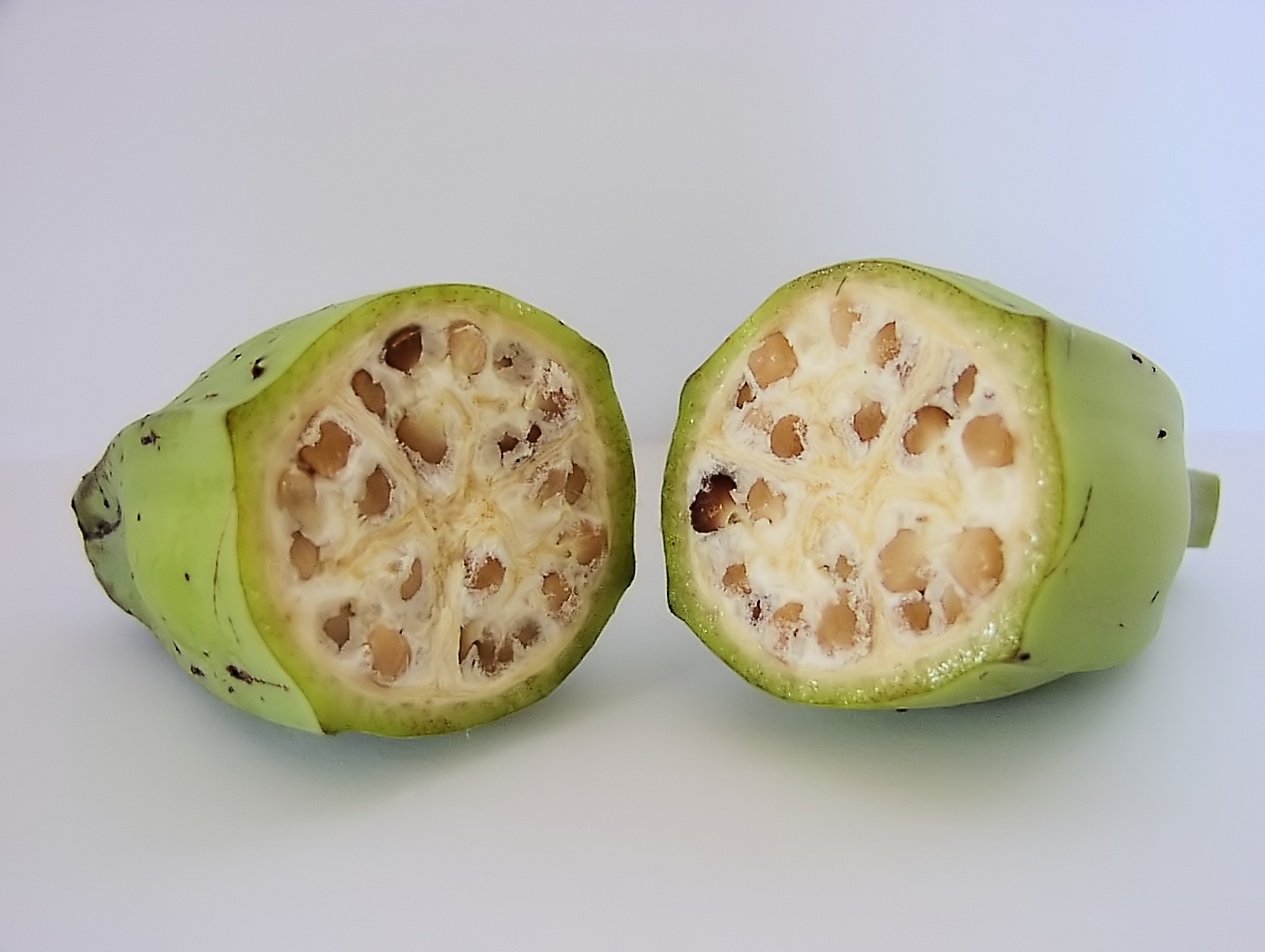
A diferència dels plàtans culinaris, els plàtans de tipus salvatge tenen nombroses llavors grans i dures.

El tipus salvatge (wild type en anglès) és el fenotip de la forma típica d'una espècie tal com es produeix a la natura. Originalment, el tipus salvatge es va conceptualitzar com un producte de l'al·lel "normal" estàndard en un locus, en contrast amb el produït per un al·lel "mutant" no estàndard. Els al·lels "mutants" poden variar en gran manera, fins i tot poden convertir-se en el tipus salvatge si es produeix un canvi genètic dins de la població. Els continus avenços en les tecnologies de mapatge genètic han creat una millor comprensió de com es produeixen les mutacions i interactuen amb altres gens per alterar el fenotip. Ara s'agraeix que la majoria o tots els locus gènics existeixen en diverses formes al·lèliques, que varien en freqüència al llarg del rang geogràfic d'una espècie, i que no existeix un tipus salvatge uniforme. En general, però, l'al·lel més freqüent, és a dir, l'al·lel amb més freqüència gènica, és el que es considera de tipus salvatge.
El concepte de tipus salvatge és útil en alguns organismes experimentals com les mosques de la fruita Drosophila melanogaster, en què es coneix que els fenotips estàndard de característiques com el color dels ulls o la forma de les ales estan alterats per mutacions particulars que produeixen fenotips distintius, com ara "ulls blancs" o "ales vestigials". Els al·lels de tipus salvatge s'indiquen amb un "+" superíndex, per exemple, w+ i vg+ per als ulls vermells i les ales de mida completa, respectivament. La manipulació dels gens darrere d'aquests trets va conduir a la comprensió actual de com es formen els organismes i de com els trets muten dins d'una població. La investigació sobre la manipulació d'al·lels de tipus salvatge té aplicació en molts camps, inclosa la lluita contra les malalties i la producció comercial d'aliments.